# La Providencia, Acámbaro
La Providencia är en ort i Mexiko.   Den ligger i kommunen Acámbaro och delstaten Guanajuato, i den centrala delen av landet, 180 km väster om huvudstaden Mexico City. La Providencia ligger 1 851 meter över havet och antalet invånare är 159.
Terrängen runt La Providencia är kuperad västerut, men österut är den platt. Runt La Providencia är det ganska tätbefolkat, med 155 invånare per kvadratkilometer. Närmaste större samhälle är Acámbaro, 5,6 km sydost om La Providencia. Trakten runt La Providencia består till största delen av jordbruksmark.